# Italiaanse grottensalamander
De Italiaanse grottensalamander (Speleomantes italicus) is een landsalamander uit de familie longloze salamanders (Plethodontidae). De soort werd voor het eerst wetenschappelijk beschreven door Emmett Reid Dunn in 1923. De wetenschappelijke geslachtsnaam Hydromantes wordt soms ook nog wel gebruikt maar is verouderd.

## Uiterlijke kenmerken
De Italiaanse grottensalamander blijft iets kleiner dan veel andere soorten uit het geslacht Speleomantes. De maximale lichaamslengte is ongeveer 12 centimeter. De kleur is meestal donkerbruin tot zwart met lichtere of juist donkere bruine vlekken. Het lichaam is gedrongen, de staart is relatief kort en rond, de costale groeven zijn duidelijk zichtbaar op de rug en flank. Ook bijna rode of gele exemplaren komen voor en de teenvliezen zijn zoals bij meer soorten grottensalamanders sterk vergroot om meer grip te krijgen bij het klauteren op de grotwanden.

## Algemeen

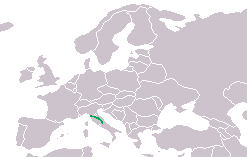
Het verspreidingsgebied van de Italiaanse grottensalamander.

De Italiaanse grottensalamander komt voor in een smalle strook van centraal Italië. De habitat bestaat uit grotten, spleten in de grond of onderaardse spelonken waar het regenwater een tijdje blijft staan. De salamander houdt niet van warmte en leeft in de schaduw op koelere plaatsen met temperaturen tot maximaal 20 graden. Deze soort heeft een lange kleverige tong waarmee kleine insecten en slakjes gegrepen worden. De salamander is eierlevendbarend; de larven ontwikkelen zich in de buik van de moeder. De Italiaanse grottensalamander is zeldzaam en beschermd, de soort komt niet algemeen meer voor door het verdwijnen van geschikte biotopen.